# Stefano Rega

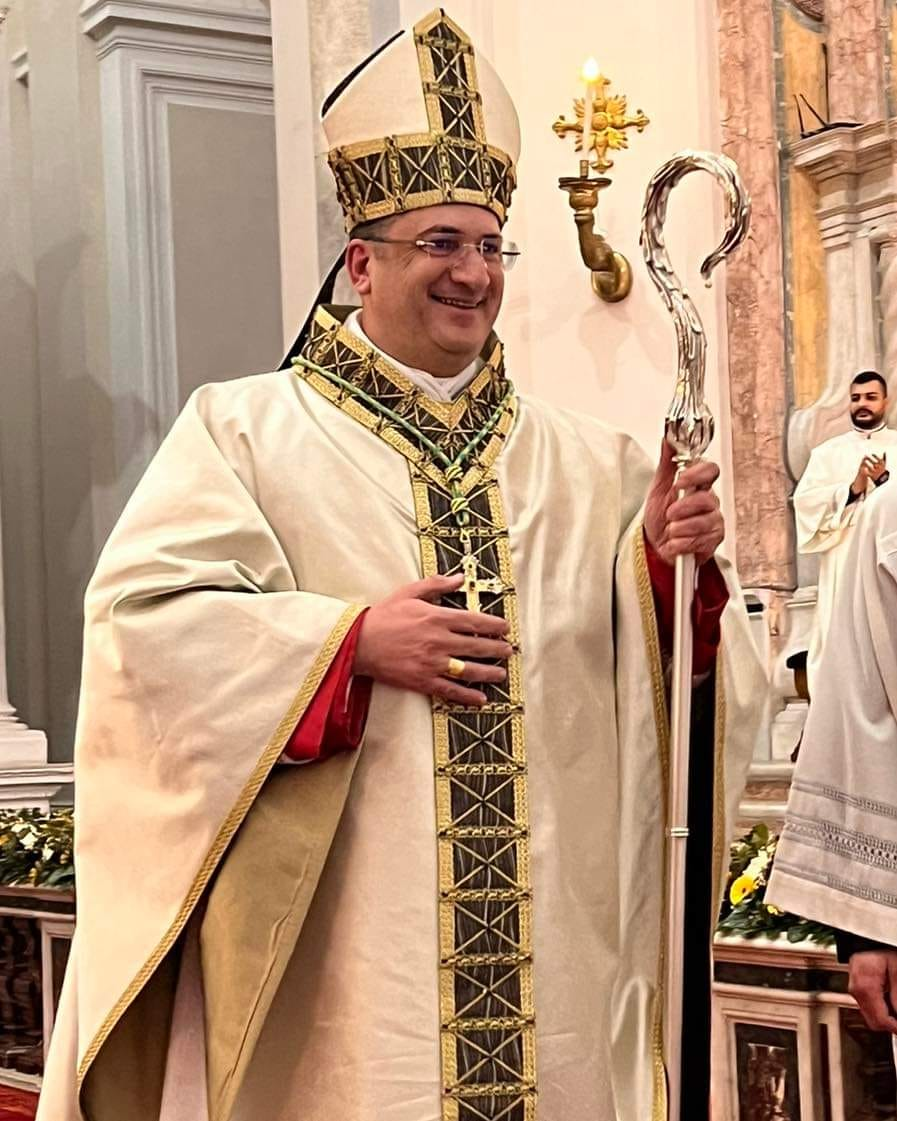
Stefano Rega (Februar 2023)

Bischofswappen von Stefano Rega

Stefano Rega (* 30. Dezember 1968 in Villaricca) ist ein italienischer Geistlicher und römisch-katholischer Bischof von San Marco Argentano-Scalea.

## Leben
Stefano Rega trat in das Priesterseminar des Erzbistums Neapel ein und studierte Philosophie und Theologie an der Päpstlichen Theologischen Fakultät von Süditalien. Er schloss seine Studien mit dem Lizenziat in Dogmatik ab und empfing am 29. Juni 1993 von Bischof Lorenzo Chiarinelli das Sakrament der Priesterweihe für das Bistum Aversa.
Von 1996 bis 2003 war er am Priesterseminar in Neapel in der Priesterausbildung und von 1999 bis 2003 zusätzlich in der Pfarrseelsorge in Carditello tätig. Anschließend war er bis 2017 Regens des Diözesanseminars von Aversa, Beauftragter für die Seminaristen des Seminars und Gemeindeseelsorger in Giugliano in Campania. Er gehörte dem Priesterrat und dem Konsultorenkollegium an; zudem war er Diözesanbeauftragter für die Berufungspastoral. Ab 2017 war er Pfarrer der Pfarrei San Nicola di Bari in Giugliano in Campania und leitete weiterhin das diözesane Berufungszentrum.
Am 10. Dezember 2022 ernannte ihn Papst Franziskus zum Bischof von San Marco Argentano-Scalea. Der Bischof von Aversa, Angelo Spinillo, spendete ihm am 18. Februar des folgenden Jahres in der Kathedrale von Aversa die Bischofsweihe. Die Amtseinführung in San Marco Argentano fand am 4. März 2023 statt.